# Benlein Point
Der Benlein Point ist das Südkap der Insel Peterson Island im Archipel der Windmill-Inseln vor der Budd-Küste des ostantarktischen Wilkeslands.
Eine erste Kartierung wurde anhand von Luftaufnahmen der US-amerikanischen Operation Highjump (1946–1947) und Operation Windmill (1947–1948) vorgenommen. Das Advisory Committee on Antarctic Names benannte die Landspitze nach Franklin J. Benlein (* 1937), Bauleiter der United States Navy und Mitglied der Mannschaft auf der Wilkes-Station im Jahr 1958.